# Einlehn
Einlehn war ein bergmännisches Längenmaß. Die etwas eigentümlich anmutenden Maße waren nicht erklärbar.
- 1 Einlehn = 7 Lachter = 42 Fuß = etwa 13 bis 15 Meter
- 2 Lehn = 1 Wehe
- 2 Wehen = 1 Maß
- 3 Wehen = 1 Fundgrube

Die Fundgrube war ein Flächenmaß im Bergwerk, auch im Schlesischen Bergbau. Es  war das Quadrat des Lachters. 28 Preußische Lachter im Quadrat hatten eine Fläche von rund 1,344 Preußische Morgen.
Die Wehe oder Wehr, abgeleitet von Gewähr, war ein belehntes Stück von Gängen oder Strecken im Bergwerk und war das sogenannte Feld. Das Flächenmaß rechnete man mit 14 Lachter Länge bei einer Breite von 7 Lachter.